# Нельсон Епе
Нельсон Епе (фр. Nelson Épée) — французький регбіст, олімпійський чемпіон. 
Золоту олімпійську медаль та звання олімпійського чемпіона Епе виборов на Паризькій олімпіаді 2024 року в складі збірної Франції з регбі-7.